# Бочкарёво (Забайкальский край)
Бочкарёво — село в Балейском районе Забайкальского края России. Входит в состав сельского поселения «Подойницынское».

## География
Село находится в северной части района, на правом берегу реки Унды, вблизи места впадения в неё реки Чистой, на расстоянии примерно 12 километров (по прямой) к северо-востоку от города Балея. Абсолютная высота — 608 метров над уровнем моря. Через Бочкарёво проходит автодорога 76К-009.
Климат
Климат характеризуется как резко континентальный с продолжительной холодной малоснежной зимой. Абсолютный минимум температуры воздуха самого холодного месяца (января) составляет −45,5 °C; абсолютный максимум самого тёплого месяца (июля) — 39,2 °C. Среднегодовое количество атмосферных осадков составляет 308,3 мм.
Часовой пояс
Село Бочкарёво находится в часовой зоне МСК+6. Смещение применяемого времени относительно UTC составляет +9:00.

## История
Основано в середине XVIII века крестьянами, переселенными в зачёт рекрутского набора и приписанными к Нерчинскому сереброплавильному заводу. В 1851 году жителей перевели в казачье сословие. Входило в качестве посёлка в состав станицы Ундинской 2-й пешей бригады Забайкальского казачьего войска. С 1923 года входило в состав Ундинской волости Нерчинского уезда. В период с 1926 по 1935 годы являлось частью Жидкинского района.

## Население
| 1989 | 2002 | 2010 | 2021 |
| ---- | ---- | ---- | ---- |
| 72   | ↗84  | ↘67  | ↘53  |

Половой состав
По данным Всероссийской переписи населения 2010 года в гендерной структуре населения мужчины составляли 44,8 %, женщины — соответственно 55,2 %.
Национальный состав
Согласно результатам переписи 2002 года, в национальной структуре населения русские составляли 99 % из 83 чел.

## Инфраструктура
В селе функционирует фельдшерский пункт.